# Sam Webster
Sam Webster (Auckland, 16 de juliol de 1991) és un ciclista de Nova Zelanda, especialista amb el ciclisme en pista.
En el seu palmarès destaca una medalla de plata als Jocs Olímpics de 2016, en la prova de Velocitat per equips, i també diverses medalles, tres d'elles d'or al Campionat del món de Velocitat per equips.

## Palmarès en pista
- 2009
  -  Campió del món júnior en Keirin
  -  Campió del món júnior en Velocitat
  -  Campió del món júnior en Velocitat per equips (amb Cameron Karwowski i Ethan Mitchell)
- 2011
  -  Campió d'Oceania en velocitat
  -  Campió d'Oceania en velocitat per equips (amb Simon Van Velthooven i Ethan Mitchell)
- 2013
  -  Campió d'Oceania en velocitat per equips (amb Matthew Archibald i Edward Dawkins)
  -  Campió de Nova Zelanda en velocitat
  -  Campió de Nova Zelanda en velocitat per equips
- 2014
  -  Campió del món de velocitat per equips (amb Edward Dawkins i Ethan Mitchell)
  - Medalla d'or als Jocs de la Commonwealth en velocitat
  - Medalla d'or als Jocs de la Commonwealth en velocitat per equips
  - Campió d'Oceania en velocitat per equips (amb Matthew Archibald i Edward Dawkins)
- 2015
  -  Campió d'Oceania en velocitat per equips (amb Ethan Mitchell i Edward Dawkins)
- 2016
  -  Medalla de plata als Jocs Olímpics de Rio de Janeiro en Velocitat per equips (amb Ethan Mitchell i Edward Dawkins)
  -  Campió del món de velocitat per equips (amb Edward Dawkins i Ethan Mitchell)
  -  Campió d'Oceania en velocitat
  -  Campió d'Oceania en velocitat per equips (amb Ethan Mitchell i Edward Dawkins)
- 2017
  -  Campió del món de velocitat per equips (amb Edward Dawkins i Ethan Mitchell)
  -  Campió d'Oceania en velocitat
  -  Campió d'Oceania en velocitat per equips (amb Ethan Mitchell i Edward Dawkins)

### Resultats a laCopa del Món
- 2012-2013
  - 1r a Aguascalientes, en Velocitat per equips
- 2016-2017
  - 1r a Los Angeles, en Velocitat per equips
- 2017-2018
  - 1r a Milton, en Velocitat per equips